# Хлорат срібла
Хлорат срібла (хлорнуватокисле срібло) — неорганічна сполука, 
сіль металу срібла і хлоратної кислоти з формулою AgClO3,
безбарвні кристали,
розчиняється у воді.

## Добування
- Розчинення оксиду або карбонату срібла(I):

{\displaystyle {\mathsf {Ag_{2}O+2HClO_{3}\ {\xrightarrow {}}\ 2AgClO_{3}+H_{2}O}}}
{\displaystyle {\mathsf {Ag_{2}CO_{3}+2HClO_{3}\ {\xrightarrow {}}\ 2AgClO_{3}+CO_{2}\uparrow +H_{2}O}}}
- Пропускання хлору через суспензію оксиду срібла(I):

{\displaystyle {\mathsf {Ag_{2}O+6Cl_{2}+5H_{2}O\ {\xrightarrow {}}\ 2AgClO_{3}+10HCl}}}
- Обробка розчину нітрату срібла(I) хлоратом калію:

{\displaystyle {\mathsf {AgNO_{3}+KClO_{3}\ {\xrightarrow {85^{o}C}}\ AgClO_{3}+KNO_{3}}}}

## Фізичні властивості
Хлорат срібла утворює безбарвні кристали
тетрагональної сингонії,
просторова група I 4/mmm,
параметри комірки a = 0,8486 нм, c = 0,7894 нм, Z = 8.
Розчиняється у воді, слабо розчиняється в етанолі.

## Хімічні властивості
- Розкладається при нагріванні:

{\displaystyle {\mathsf {2AgClO_{3}\ {\xrightarrow {270^{o}C}}\ 2AgCl+3O_{2}\uparrow }}}

## Застосування
- Суміш хлорату срібла з сіркою вибухає при ударі, терті або нагріванні.